# Barrio de la Concepción
Barrio de la Concepción – stacja początkowa metra w Madrycie, na linii 7. Znajduje się w dzielnicy Ciudad Lineal, w Madrycie i zlokalizowana jest pomiędzy stacjami Parque de las Avenidas i Pueblo Nuevo. Została otwarta 17 maja 1975.